# Обычные вооружения
Обычные средства поражения или обычное оружие, обычное вооружение — виды вооружения, не относящиеся к оружию массового поражения, включающие:
- все виды огнестрельного, реактивного, ракетного, бомбового, минно-взрывного, огнемётно-зажигательного, торпедного оружия;
- средства непосредственного поражения, которые снаряжаются бризантными взрывчатыми веществами или зажигательными смесями;
- а также холодное оружие[3][4].

Словосочетание «обычное оружие» стало употребляться в мире в связи с появлением оружия массового поражения и разработками оружия на новых физических принципах. Считается, что появление высокоточного оружия приблизило поражающие способности обычного вооружения к оружию массового поражения.